# مرقد شعيب دوزال
مرقد شعيب دوزال (بالفارسية: امامزاده شعیب دوزال) هو مرقد شيعي تاريخي يعود إلى الدولة الإلخانية والسلالة الصفوية ، ويقع في مقاطعة جلفا.